# Ad-Dawr
Ad-Dawr (arabă الدور) este un mic oraș agrar din Irak, situat în apropiere de orașul natal al lui Saddam Hussein — Tikrit.
Saddam Hussein a fost capturat în această localitate.